# جاك برنارد (ممثل)
جاك برنارد (بالفرنسية: Jacques Bernard)‏
```
هو 
ممثل
 
فرنسي
، ولد في 7 مايو 1929 
بباريس
 في 
فرنسا
.
```

## وصلات خارجية
- جاك برنارد على موقع IMDb (الإنجليزية)
- جاك برنارد على موقع ألو سيني (الفرنسية)
- جاك برنارد على موقع أول موفي (الإنجليزية)
- جاك برنارد على موقع قاعدة بيانات الأفلام السويدية (السويدية)
- جاك برنارد على موقع قاعدة بيانات الفيلم (الإنجليزية)
- جاك برنارد على موقع كينوبويسك (الروسية)